# Halmstad Hammers HC (1967–2005)
Halmstad Hammers HC var en ishockeyklubb i Halmstad som existerade 1967-2005. 
Klubben bildades 28 april 1967 som Halmstads Hockeyklubb av tidigare spelare i Halmstads BK:s ishockeysektion. Namnet "Hammers" tillkom 1997. Största framgången nåddes säsongen 1976/1977, då laget kvalade till Elitserien, men förlorade mot Huddinge IK och gick inte upp.
Halmstad Hammers försattes i konkurs 15 november 2005 efter en längre tid av ekonomiska problem. 17 november 2005 uteslöts klubben ur Hockeyallsvenskan. Konkursförvaltaren ansåg att det inte fanns ekonomisk bärighet att fullfölja deltagandet i serien. Klubbens officiella supporterklubb heter Sledgehammers, och hade som mest cirka 400 medlemmar. Sledgehammers är fortfarande aktiva.
Efter Halmstad Hammers konkurs 2005 bildades två nya klubbar i Halmstad, i samma ishall. Sannarps HC och Halmstad HF, (Halmstad Hockey) varvid det sistnämnda laget i mars 2009 blev klart för spel i division 1 säsongen 2009/2010. 2017 tog den nybildade föreningen igen namnet Halmstad Hammers.

## Säsonger
| Säsong       | Division         | Placering    | Vårserie/Playoff/Kval           |              |
| Halmstads HK | Halmstads HK     | Halmstads HK | Halmstads HK                    | Halmstads HK |
| ------------ | ---------------- | ------------ | ------------------------------- | ------------ |
| 1975/1976    | Division I Södra | 5            |                                 |              |
| 1976/1977    | Division I Södra | 4            | Utslagna av Huddinge i playoff. |              |
| 1977/1978    | Division I Södra | 6            |                                 |              |
| 1978/1979    | Division I Södra | 8            |                                 |              |
| 1979/1980    | Division I Södra | 10           | nerflyttade                     |              |

Efter att man åkt ur Division I 1980 spelade klubben vidare i lägre divisioner. Till säsongen 1994/95 var man nere i Division IV. 1997 gjordes en nystart med nytt namn och laget gick rakt genom serierna upp till Division I igen och även vidare till Allsvenskan.
| Säsong           | Division               | Placering        | Vårserie                 | Kval/Playoff                                                              |
| Halmstad Hammers | Halmstad Hammers       | Halmstad Hammers | Halmstad Hammers         | Halmstad Hammers                                                          |
| ---------------- | ---------------------- | ---------------- | ------------------------ | ------------------------------------------------------------------------- |
| 1999/2000        | Division II Götaland A | 1                | 3:a i Division I Södra A | uppflyttade                                                               |
| 2000/2001        | Division 1 Södra B     | 2                | 1:a i Allettan Södra     | 1:a i Förkval Södra, 1:a i kvalserien till Allsvenskan Södra, uppflyttade |
| 2001/2002        | Allsvenskan Södra      | 7                | 6:a i vårserien          |                                                                           |
| 2002/2003        | Allsvenskan Södra      | 10               | 5:a i vårserien          |                                                                           |
| 2003/2004        | Allsvenskan Södra      | 5                | 6:a i vårserien          |                                                                           |
| 2004/2005        | Allsvenskan Södra      | 8                | 1:a i vårserien          | Utslagna av Oskarshamn i playoff                                          |